# Merritt Park (Nueva York)
Merritt Park es un lugar designado por el censo ubicado en el condado de Dutchess en el estado estadounidense de Nueva York. En el año 2010 tenía una población de 1.256 habitantes.

## Geografía
Merritt Park se encuentra ubicado en las coordenadas 41°32′18.51″N 73°52′20.56″O / 41.5384750, -73.8723778.